# Marco Sullivan
Marco Timothy Sullivan (Truckee, 27 aprile 1980) è un ex sciatore alpino statunitense specializzato nelle prove veloci, in particolare nella discesa libera.

## Biografia

### Stagioni 1996-2001
Sullivan, originario di Squaw Valley, ha esorditp in gare FIS il 10 agosto 1995 a Coronet Peak, piazzandosi 28º in slalom gigante, e in Nor-Am Cup l'11 marzo 1998 a Mount Norquay, classificandosi 29º nella medesima specialità. Nella stagione 1998-1999 ha vinto l'Australia New Zealand Cup e il 20 gennaio 1999 a Falcade in discesa libera ha debuttato in Coppa Europa (63º).
Il 6 gennaio 2000 a Hunter Mountain ha colto in slalom gigante il suo primo podio in Nor-Am Cup (3º), mentre il 25 febbraio successivo ha conquistato la medaglia di bronzo nello slalom speciale ai Mondiali juniores del Québec. Nella stagione 2000-2001 ha vinto la Nor-Am Cup, imponendosi anche nelle classifiche di discesa libera e di supergigante; la sua prima vittoria nel circuito è stata la discesa libera di Lake Louise del 6 gennaio 2001.

### Stagioni 2002-2006
L'esordio in Coppa del Mondo è arrivato il 7 dicembre 2001 nel supergigante di Val-d'Isère, che non ha completato; pochi giorni dopo, il 20 dicembre, a Saalbach-Hinterglemm ha colto in discesa libera il suo primo podio in Coppa Europa (3º). Ha partecipato ai XIX Giochi olimpici invernali di Salt Lake City 2002, suo esordio olimpico, prendendo parte alle prove di discesa libera (9º) e di supergigante (senza concluderla).
L'anno dopo ha gareggiato, nelle stesse specialità, ai Mondiali di Sankt Moritz, classificandosi rispettivamente 24º e 17º. A causa di un infortunio al ginocchio è stato poi costretto a saltare buona parte della stagione 2003-2004 e tutta la stagione 2004-2005, tornando a gareggiare solo nel dicembre 2005.

### Stagioni 2007-2016
Nel 2007 ha partecipato alla discesa libera dei Mondiali di Åre (28º); il 24 novembre dello stesso anno in Coppa del Mondo ha conquistato a Lake Louise il suo primo podio (2º) e il 26 gennaio 2008 la sua unica vittoria, a Chamonix, entrambi in discesa libera. L'anno dopo, ai Mondiali di Val-d'Isère, nella stessa specialità si è classificato 25º, mentre non ha completato il supergigante. Ai XXI Giochi olimpici invernali di Vancouver 2010 è stato 23° nel supergigante e non ha concluso la discesa libera.
Il 24 novembre 2012 a Lake Louise in discesa libera è salito per l'ultima volta in carriera sul podio in Coppa del Mondo (3º). È tornato a prendere parte, per l'ultima volta, a una rassegna iridata a Schladming 2013, senza concludere la discesa libera; nella stessa specialità ai XXII Giochi olimpici invernali di Soči 2014, sua ultima presenza olimpica, è stato 30°. L'ultima gara in Coppa del Mondo di Sullivan è stato il supergigante di Lillehammer Kvitfjell del 13 marzo 2016 (36°), mentre l'ultima in carriera è stato il supergigante dei Campionati statunitensi 2016, il 24 marzo successivo a Sun Valley (42°).

## Palmarès

### Mondiali juniores
- 1 medaglia:
  - 1 bronzo (slalom speciale a Québec 2000)

### Coppa del Mondo
- Miglior piazzamento in classifica generale: 28º nel 2008
- 4 podi:
  - 1 vittoria
  - 1 secondo posto
  - 2 terzi posti

#### Coppa del Mondo - vittorie
| Data            | Località | Paese   | Specialità |
| --------------- | -------- | ------- | ---------- |
| 26 gennaio 2008 | Chamonix | Francia | DH         |

Legenda:

DH = discesa libera

### Coppa Europa
- Miglior piazzamento in classifica generale: 31º nel 2002
- 2 podi:
  - 1 secondo posto
  - 1 terzo posto

### Nor-Am Cup
- Vincitore della Nor-Am Cup nel 2001
- Vincitore della classifica di discesa libera nel 2001
- Vincitore della classifica di supergigante nel 2001
- 7 podi:
  - 4 vittorie
  - 1 secondo posto
  - 2 terzi posti

#### Nor-Am Cup - vittorie
| Data             | Località    | Paese  | Specialità |
| ---------------- | ----------- | ------ | ---------- |
| 6 gennaio 2001   | Lake Louise | Canada | DH         |
| 6 gennaio 2001   | Lake Louise | Canada | DH         |
| 28 febbraio 2001 | Whistler    | Canada | DH         |
| 3 marzo 2001     | Whistler    | Canada | SG         |

Legenda:

DH = discesa libera

SG = supergigante

### Australia New Zealand Cup
- Vincitore dell'Australia New Zealand Cup nel 1999
- 5 podi:
  - 2 secondi posti
  - 3 terzi posti

### Campionati statunitensi
- 6 medaglie[1][2]:
  - 3 ori (supergigante nel 2002; discesa libera nel 2007; discesa libera nel 2009)
  - 3 bronzi (discesa libera nel 1999; supergigante nel 2003; supergigante nel 2008)